# Leschenaultia hospita
Leschenaultia hospita är en tvåvingeart som beskrevs av Henry J. Reinhard 1952. Leschenaultia hospita ingår i släktet Leschenaultia och familjen parasitflugor. Inga underarter finns listade i Catalogue of Life.